# Hardenberg-Denkmal (Berlin)

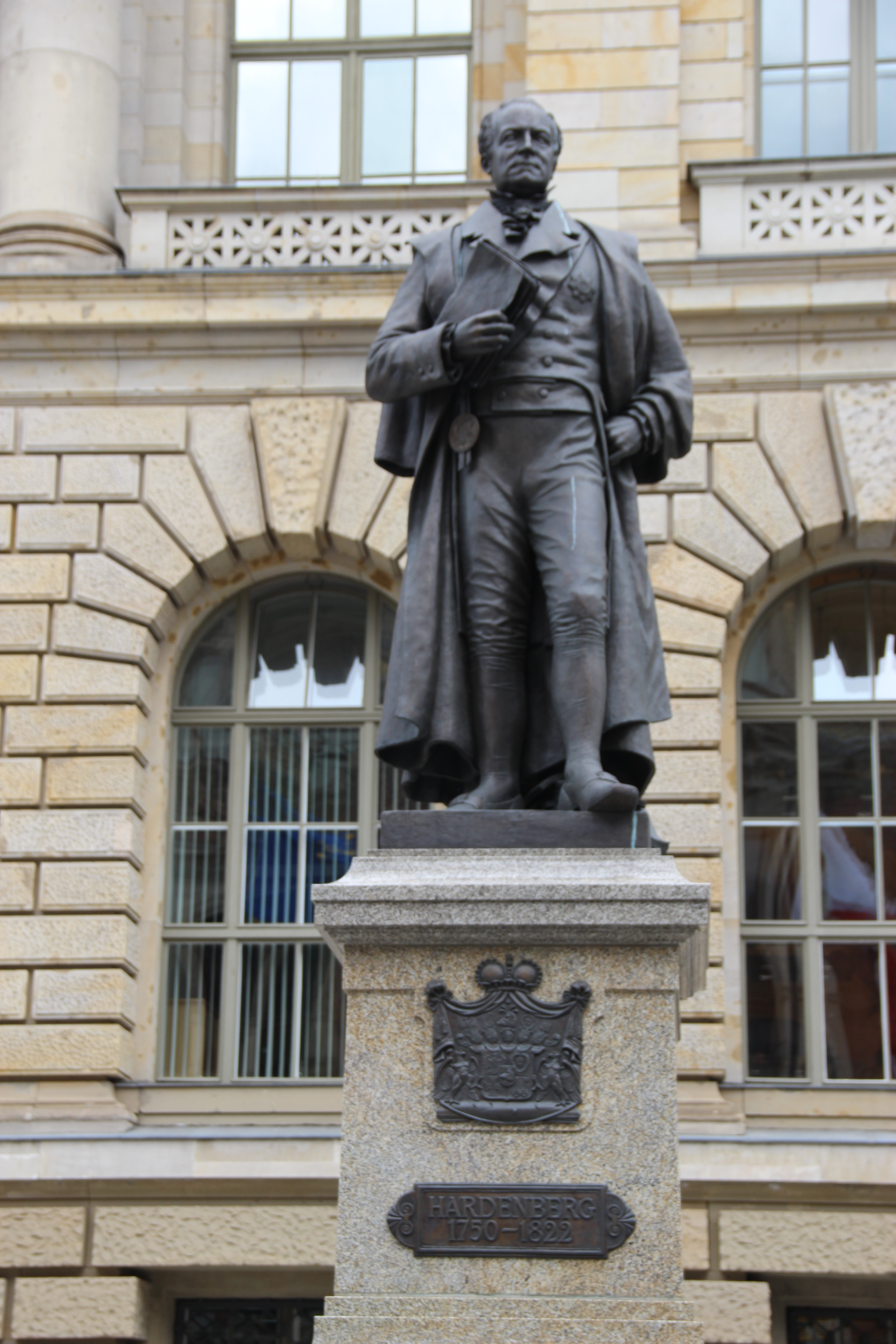
Ansicht des Hardenberg-Denkmals

Das Hardenberg-Denkmal rechts vor dem Preußischen Landtag, dem Sitz des Berliner Abgeordnetenhauses, erinnert an den preußischen Staatsmann und Reformer Karl August von Hardenberg (1750–1822).

## Geschichte und Beschreibung
Die 2,80 Meter hohe Bronzeplastik wurde in den Jahren 1904–1907 von Martin Götze im Stil des Realismus geschaffen. Sie zeigt den preußischen Staatsmann und Reformer Karl August von Hardenberg in würdevoller Haltung. An der Weste trägt er den Schwarzen Adlerorden. Seine linke Hand ist in die Hüfte gestützt, seine rechte Hand hält eine Akte. Zu seinen Füßen liegen weitere Akten, davon eine mit dem Titel Rechtsgleichheit. Am mehrstufigen Granitsockel zeigen zwei Bronzereliefs oben das Wappen des Fürsten von Hardenberg und unten die Inschrift „HARDENBERG / 1750–1822“.
Ursprünglich war das Hardenberg-Denkmal 1907 auf dem Dönhoffplatz errichtet worden, wo es ein Ensemble mit dem größeren Stein-Denkmal bildete. Nach dem Zweiten Weltkrieg verlor sich seine Spur, bis es auf Initiative von Walter Momper ab 2005 nach Götzes Modell aus dem Besitz der Familie von Hardenberg rekonstruiert wurde. Seit 2011 befindet sich das Hardenberg-Denkmal rechts vor dem Preußischen Landtag, dem Sitz des Berliner Abgeordnetenhauses.

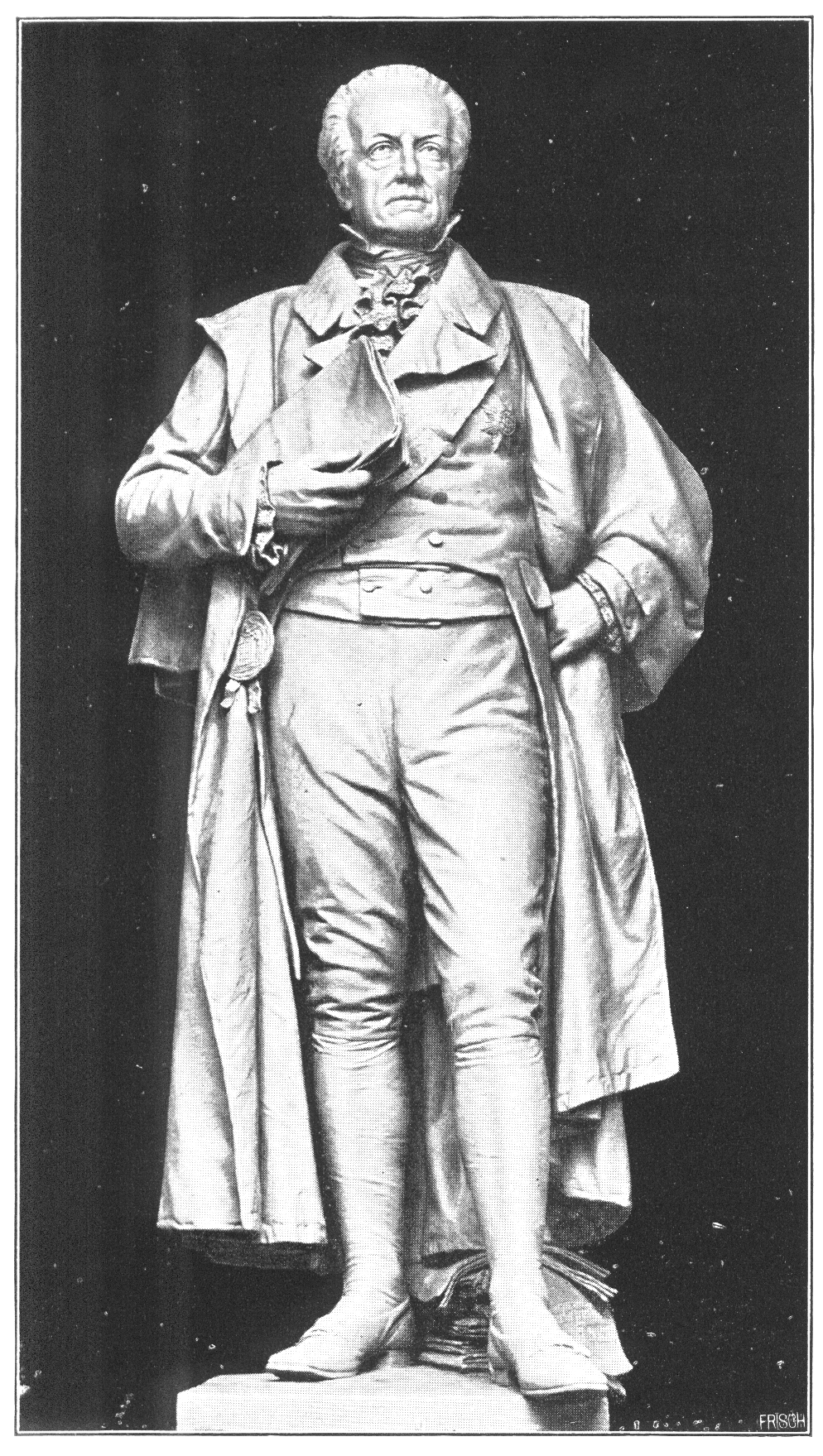
Modell des Denkmals, 1907
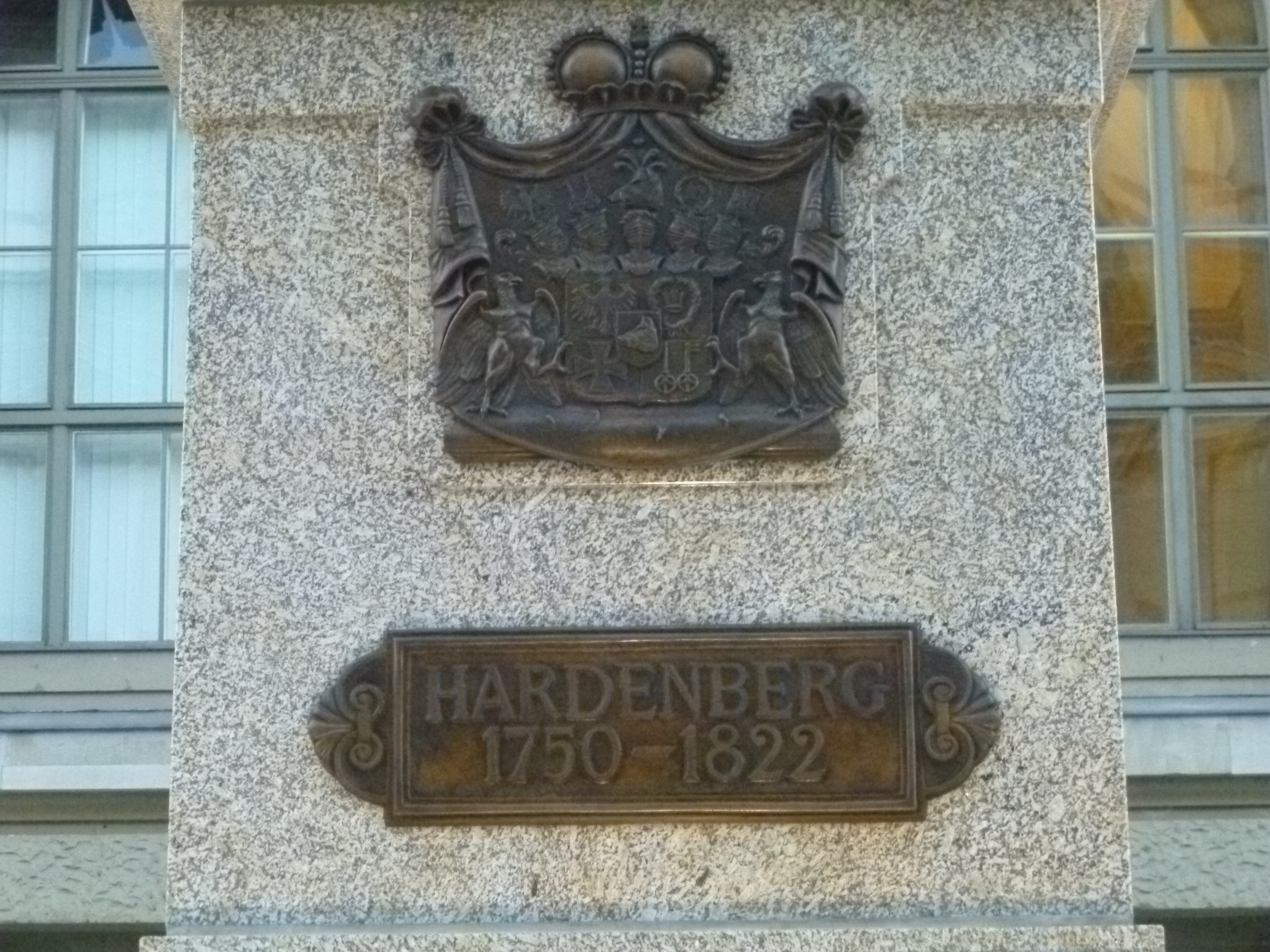
Detail der Reliefs am Sockel
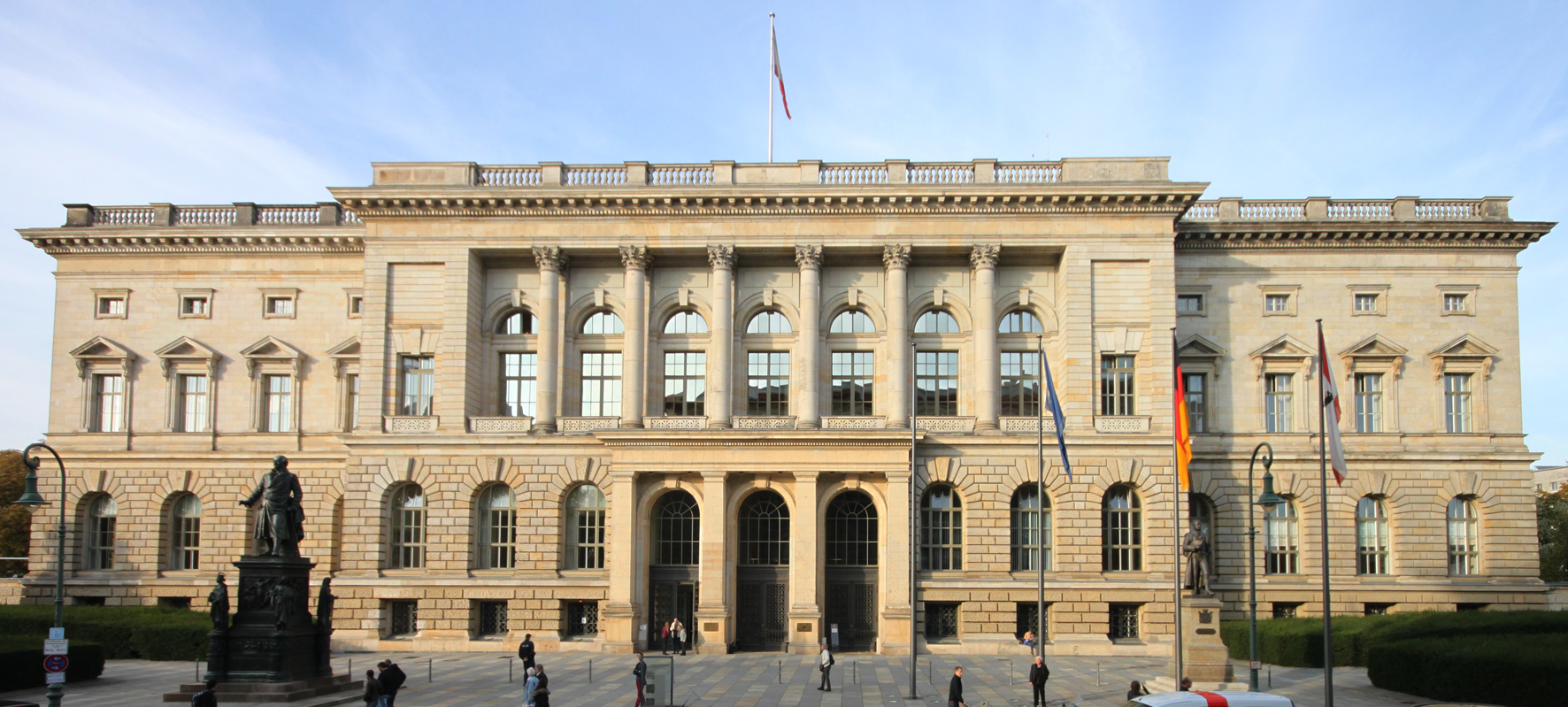
Ansicht des heutigen Standorts